# Wesley Witherspoon
Wesley Arrington Witherspoon (Atlanta, 27 agosto 1990) è un ex cestista statunitense, professionista nella NBDL.

## Carriera

### High school e college
Dopo aver giocato nella Berkmar High School ha giocato dal 2008 al 2012 a Memphis, nella Division I della NCAA; nel corso del quadriennio ha giocato in totale 121 partite con una media di 23,6 minuti a partita, facendo registrare medie di 8,2 punti, 3,7 rimbalzi, 1,1 assist, 1,2 palle recuperate e 0,5 stoppate a partita.

### Professionista
Si dichiara eleggibile per il Draft NBA 2012, nel quale non viene scelto da nessuna squadra; nella pre-season della stagione 2012-13 ha fatto parte per un breve periodo del roster dei San Antonio Spurs, con i quali non è però mai sceso in campo in partite NBA. Dopo essere stato tagliato è passato ai Rio Grande Valley Vipers, squadra della NBDL, con cui ha giocato 15 partite con una media di 4,7 punti a partita in 12,1 minuti di media a gara; i Vipers prima della fine del campionato l'hanno ceduto agli Erie BayHawks, con i quali Witherspoon ha terminato la stagione 2012-13 giocando altre 11 partite in NBDL a 4,7 punti di media in 17,9 minuti di media a partita. Nella stagione 2013-14 ha giocato prima con il Nantes nella seconda serie francese (9,6 punti in 22,6 minuti di media per 16 partite) e successivamente con l'Air21 Express, squadra del campionato filippino, con cui ha giocato 12 partite con medie di 24,6 punti, 8,8 rimbalzi, 2,8 assist, 2 palle recuperate e 0,9 stoppate a partita. Dal settembre 2014 gioca con gli Helsinki Seagulls, squadra del campionato finlandese.